# Stromanthe hjalmarssonii
Stromanthe hjalmarssonii là một loài thực vật có hoa trong họ Marantaceae. Loài này được (Körn.) Petersen ex K.Schum. miêu tả khoa học đầu tiên năm 1902.